# Gracilechinus
Genre
Gracilechinus est un genre d'oursins de la famille des Echinidae. Ce sont toutes des espèces d'eaux relativement profondes, voire abyssales.

## Systématique

Test de Gracilechinus affinis

Test de Gracilechinus gracilis

La séparation entre les genres Gracilechinus et Echinus divise la communauté scientifique : NCBI (3 octobre 2013) ne reconnait que l'espèce Gracilechinus multidentatus (que WRMS appelle Echinus multidentatus), et déplace certaines espèces dans le genre Echinus (Gracilechinus acutus y est nommé Echinus acutus, par exemple). ITIS (3 octobre 2013) ne reconnait pas ce groupe, et adopte une classification proche de NCBI.

## Caractéristiques
Ce sont pour la plupart de gros oursins réguliers de forme globulaire, que l'on trouve principalement dans l'Atlantique. Ils peuvent supporter des eaux froides et de grandes profondeurs.
Ces oursins sont très proches des espèces du genre Echinus (avec lequel ils sont parfois fusionnés par certaines classifications), mais en diffèrent notamment par le fait que les Gracilechinus ont des tubercules primaires sur toutes les plaques ambulacraires du test, alors que les Echinus n'en ont que toutes les deux ou trois plaques.

## Liste des espèces
Selon World Register of Marine Species (3 octobre 2013) :
- Gracilechinus acutus (Lamarck, 1816) -- Europe (Méditerranée et Atlantique)
- Gracilechinus affinis (Mortensen, 1903) -- centre Atlantique
- Gracilechinus alexandri (Danielssen & Koren, 1883) -- Atlantique nord
- Gracilechinus atlanticus (Mortensen, 1903) -- Atlantique
- Gracilechinus elegans (Düben & Koren, 1844) -- Atlantique nord-est
- Gracilechinus euryporus (H.L. Clark, 1912)
- Gracilechinus gracilis (A. Agassiz, 1869) -- Caraïbes
- Gracilechinus lucidus (Döderlein, 1885) -- Pacifique nord-ouest abyssal
- Gracilechinus multidentatus (H.L. Clark, 1925)
- Gracilechinus stenoporus (Mortensen, 1942) -- Afrique du Sud
- Gracilechinus tylodes (H.L. Clark, 1912)

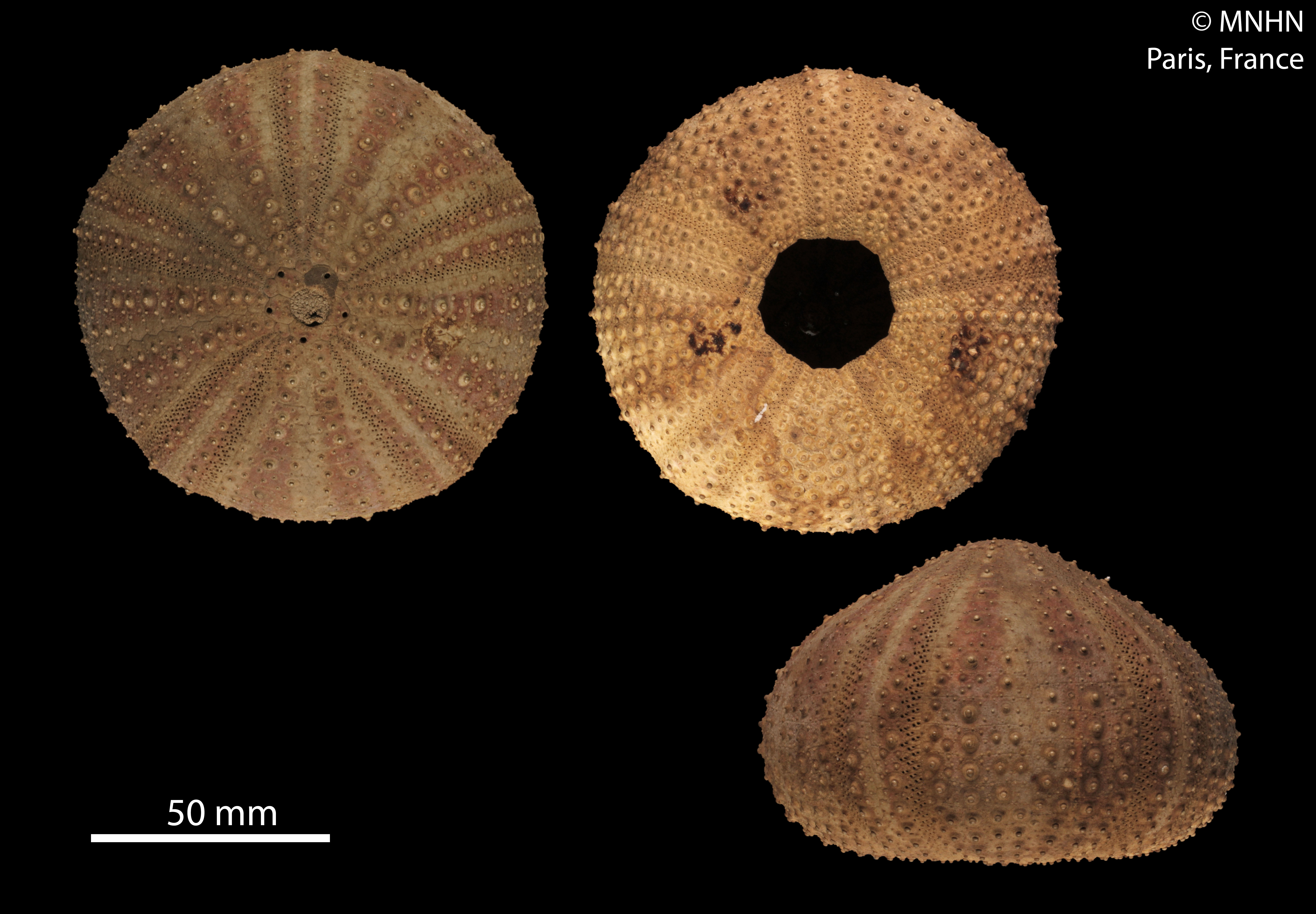
Test de Gracilechinus acutus (MNHN).
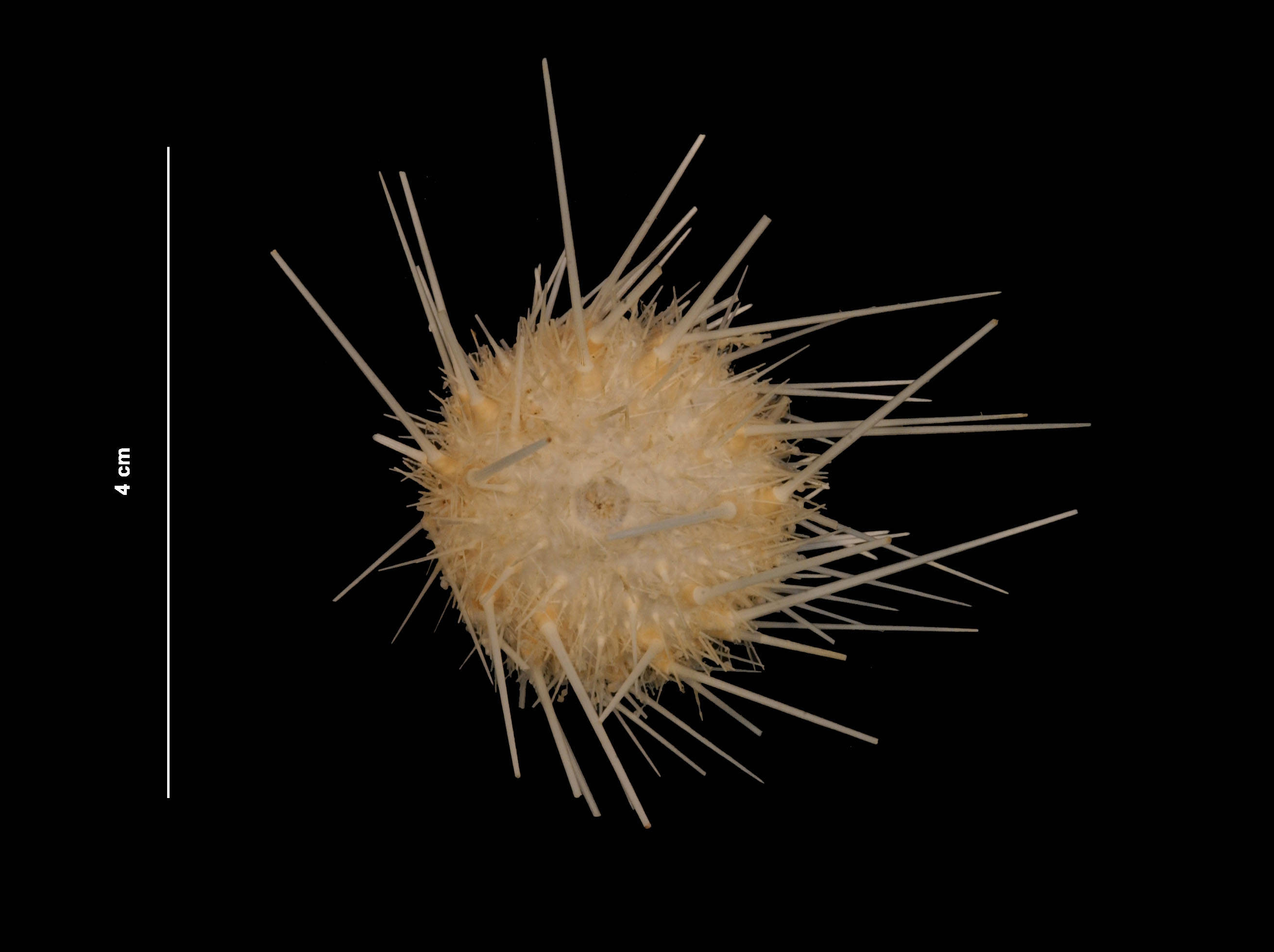
Gracilechinus affinis (USNM).
Gracilechinus atlanticus
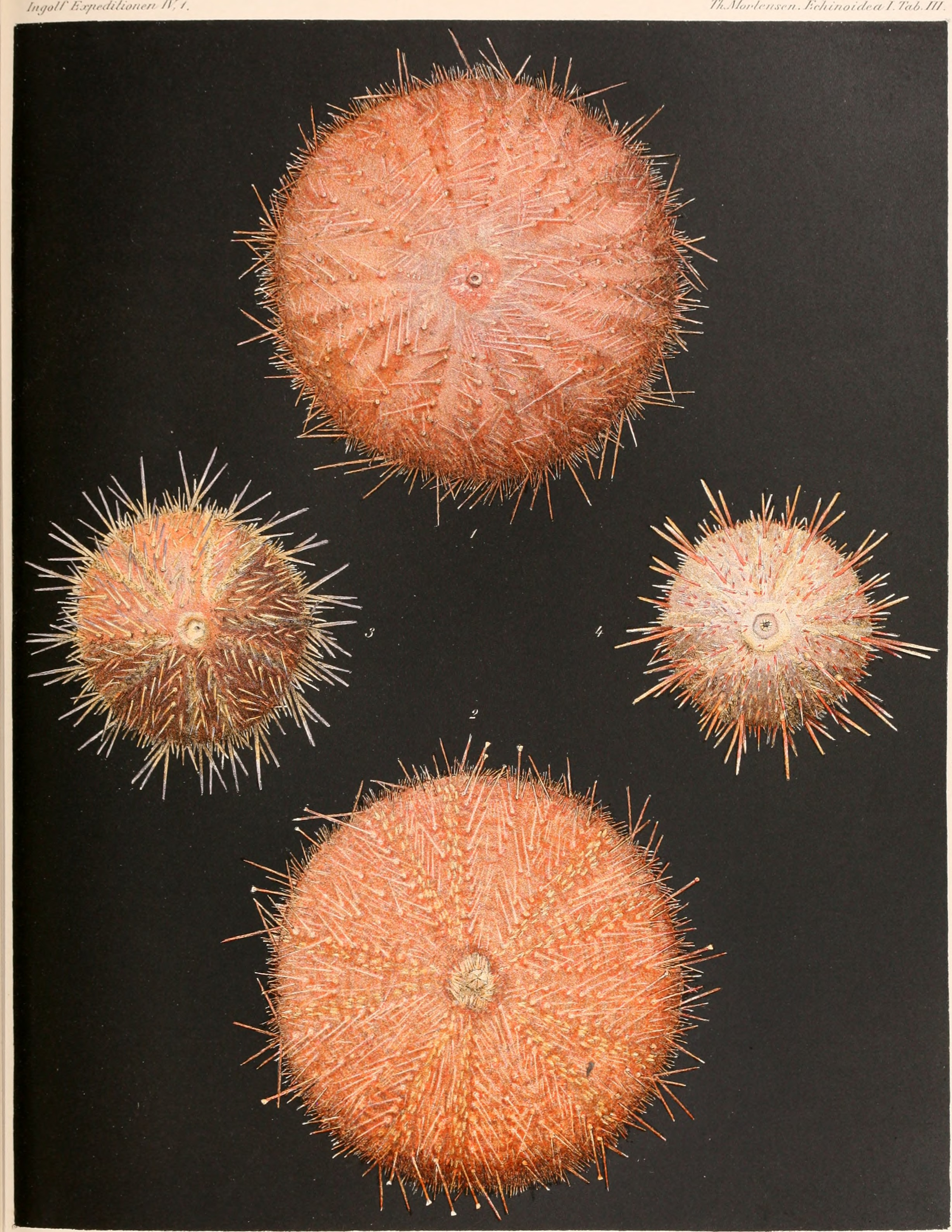
Illustrations de Gracilechinus elegans (à droite).
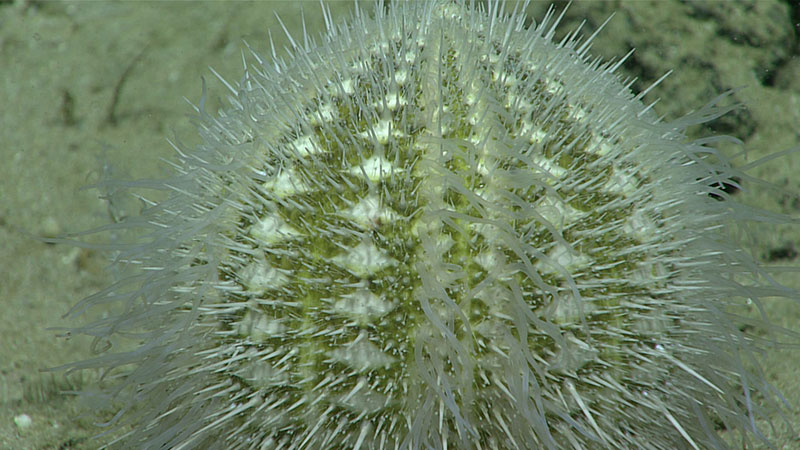
Gracilechinus gracilis.
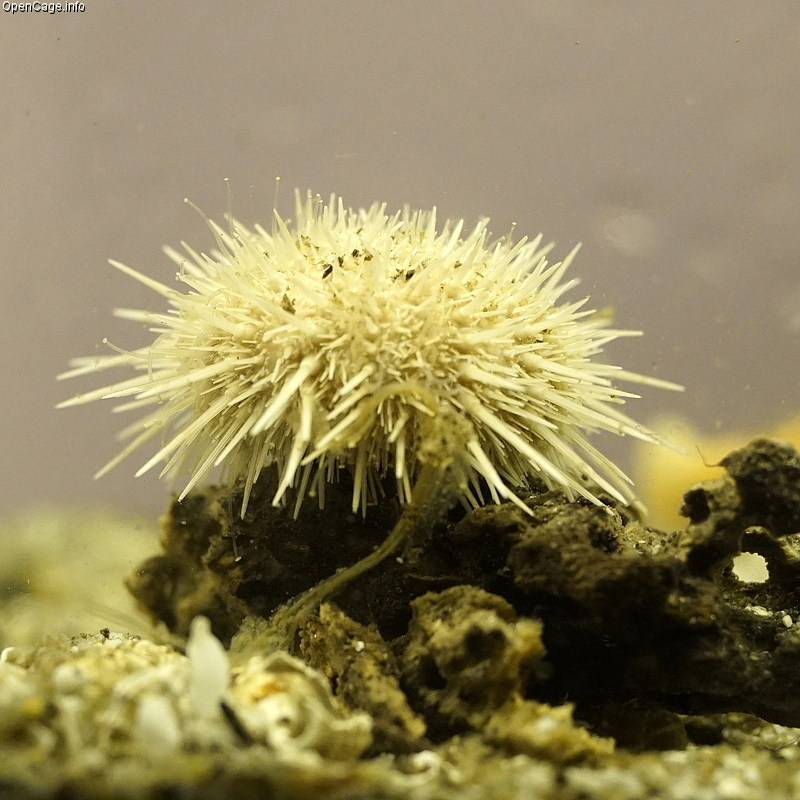
Gracilechinus lucidus.